# Benakanalli, Bidar
Benakanalli là một làng thuộc tehsil Bidar, huyện Bidar, bang Karnataka, Ấn Độ.